# ورزشگاه بالر
ورزشگاه بالر (به اسپانیایی: Estadi Balear) با ظرفیت ۱۸٬۰۰۰ نفر یکی از ورزشگاه‌های فوتبال کشور اسپانیا است که در شهر پالما د مایورکا ایالت جزایر بالئارس واقع شده‌است. این ورزشگاه در سال ۱۹۶۰ بازگشایی شد و در حال حاضر بازی‌های خانگی باشگاه فوتبال اتلتیکو بالئارس در آن برگزار می‌گردد.